# Miles (Texas)
Miles è una città della contea di Runnels, nello Stato del Texas, negli Stati Uniti. Secondo il censimento del 2020, possedeva una popolazione di 875 abitanti.

## Geografia fisica
Secondo l'Ufficio del censimento degli Stati Uniti, ha una superficie totale di 1,40 mi² (3,63 km²).

## Storia
La città è chiamata così in onore di Jonathan Miles, un colono che donò 5.000$ per l'estensione della linea ferroviaria da Ballinger a San Angelo.

## Società

### Evoluzione demografica
Secondo il censimento del 2020, la popolazione era di 875 abitanti. Al precedente censimento, quello del 2010, la popolazione era di 829 abitanti.

### Etnie e minoranze straniere
Secondo il censimento del 2020, la composizione etnica della città era formata dal 56,8% di bianchi, lo 0,23% di afroamericani, lo 0,11% di nativi americani e l'1,71% di due o più etnie. Ispanici o latinos di qualunque etnia erano il 41,14% della popolazione.